# Sociala företag
Sociala företag är affärsmässiga verksamheter där inte vinsten är det viktigaste, utan det huvudsakliga målet är att göra nytta för andra människor och för samhället..
EU-kommissionen har definierat ett socialt företag som "en aktör inom den sociala ekonomin vars huvudmål är att ha en social påverkan snarare än att göra en vinst för sina ägare eller aktieägare".